# 1865 와인
1865 와인은 산 페드로(San Pedro)라는 칠레 와인 회사의 대표 제품이다. 이 회사의 설립년도인 1865년을 기념하기 위해 만들어진 와인이기 때문에 이렇게 이름이 붙여졌다.
1865는 현재 전 세계 80여 개국에서 팔리고 있다. 이 가운데 한국이 최대 소비국이다. 국내 업계에선 통상 연간 1만 박스 이상 팔리면 성공한 와인으로 꼽히는데 1865는 연간 2만 4000박스 이상 팔려 나간다. 750mL 짜리 와인 12병이 1박스에 들어가므로, 연간 29만 병가량 팔리는 셈이다. 현재 주요 백화점, 할인점 등을 통해 판매 중인 [와인] 종류는 대략 2000여 가지. 1865는 이 가운데에서 매년 판매순위 톱10(매출액 기준)에 들어간다. 1865 와인은 수입 유통업체인 금양 인터내셔널을 통해 수입되고 있으며 이 회사의 성공적인 브랜드 마케팅 전략이 한국에서 1865 와인의 인기를 만들어내는 데에 큰 몫을 했다.

## 1865 와인의 종류
1865 와인의 종류로는 총 6가지가 있다. 그 종류는 다음과 같다.
1. 1865 싱글빈야드 까베르네 소비뇽: 북부 마이포 밸리에서 생산되는 고급 레드 와인으로, 발효 전 4-5일 동안 저온 마쎄라시옹을 통해 포도를 부드럽게 만드는 것이 특징이다. 강렬하고 짙은 루비빛이 나며 우아한 맛과 풍부한 과일향을 즐길 수 있다. 육류요리와 알맞게 숙성된 치즈가 잘 어울린다. 알콜 도수 : 14.5%[1]
2. 1865 싱글빈야드 까르미네르: 짙은 벽돌빛을 띄고 있으며 그린 후추향을 동반한 강한 스파이시향, 토스트, 바닐라향, 오크숙성을 통한 스모키 향도 느껴진다. 다양하고 복합적인 향과 맛이 잘 어우러져 있으며, 처음부터 피니쉬까지 부드럽고 많은 탄닌이 입안을 적신다. 미디엄 바디 스타일의 와인으로 긴 피니쉬를 통해 오크 숙성을 통한 전형적인 포도품종의 특성을 진하게 만끽할 수 있는 와인이다. 각종 그릴요리, 로스트 비프, 바비큐, 치즈 등의 음식들과 잘 어울린다. 알콜 도수 : 14.5%[1]
3. 1865 싱글빈야드 시라: 어둡고 진한 바이올렛 컬러의 레드 와인으로, 여성들도 즐길 수 있는 은은하고 부드러운 향의 맛을 지니고 있다. 볼륨감 좋은 고급스러운 병으로 되어 있는게 특징이고, 블랙베리, 자두 등의 검은 과일류의 풍성한 향이 매혹적인 아로마를 형성하며 은은하게 퍼지는 스모키한 기운과 쌉싸름한 초콜릿 향이 우아하게 펼쳐진다. 양고기와 잘 어울린다.[출처 필요]
4. 1865 싱글빈야드 말백: 진하고 화려한 루비색을 지닌 이 와인은, 풍부한 과일향, 특히 블랙베리, 라즈베리의 향이 잘 살아있으며, 가죽향과 오크향은 전체적인 향을 조화롭게 이끌어낸다. 미디엄에서 풀바디, 부드러운 탄닌이 긴 피니쉬로 이어지며 형성하는 유연한 미감이 일품이다. 육류와 잘 어울린다.[출처 필요]
5. 1865 리미티드 에디션: 1865 리제르바 까베르네 쇼비뇽 35%와 1865 리제르바 쉬라 65%를 배합해 만든 와인으로, 선명한 루비 레드 컬러 액체가 특징이다. 뛰어난 블랙베리와 잘 익은 자두향이 돋보이는 과일향과 부드러운 가죽향, 삼나무향, 스파이시한 기운들이 복합적으로 어우러진 우아한 아로마를 가지고 있다. 기분 좋은 산도와 길게 이어지는 피니쉬가 압권이다. 지금 바로 마셔도 좋지만 8~10동안 보관이 가능하다. 알콜도수 : 13. 5%[출처 필요]
6. 1865 싱글빈야드 소비뇽 블랑: 아주 연한 녹색을 띤 연노란색의 와인이며, 자몽,레몬등 시트러스류의 아로마와 열대과일향에 쇼블 특유의 잔디 냄새가 기분 좋은 향을 만든다. 쇼블치고는 적당한 산도와 알콜에 의한 약한 단맛, 그리고 입안에서 느껴지는 청량감까지. 미디엄풀 정도의 바디감에 드라이하게 깔끔한 마무리를 보여준다. 여름와인이라 불린다. 알콜도수 : 13%[2]

## 1865 와인의 스토리텔링 마케팅
1865 와인의 스토리텔링 마케팅은 다음과 같다.
- 드림 스코어와 결부시킨 1865, 골프 18홀을 65타에 칠 수 있게 해 주는 와인

비즈니스 파트너들이라면 골프를 즐기는 사람이 많을텐데, 1865가 바로 골프 애호가들에게 선물하기 좋은 와인이라 할 수 있다. 1865는 산페드로사의 설립연도이지만, 이것을 골프에 비유하면 [18홀을 65타로 치기]로 해석할 수 있기 때문이다. 골프경기에서 18홀의 홀마다 파(Par, 각 홀에서 정해진 스코어를 달성)를 기록해도 72타다. 따라서 65타는 아마추어들에게 꿈의 점수다.
스토리를 정하고 난 뒤, 금양은 골프장 중에서도 비즈니스 골프를 많이 치는 안양베네스트 등의 클럽 하우스에서 일하는 소믈리에와 종업원을 집중적으로 공략했다. 이들은 클럽하우스를 찾는 고객들에게 '18홀에65타를 치라'는 행운의 뜻으로 1865를 권했다. 그 후 1865의 인기가 갑자기 치솟아 주문이 폭주하였고 홀인원 기념 선물와인으로도 사랑을 받고 있다.
- 18세부터 65세까지 즐겨 마시는 와인

1865는 안데스 산맥의 작열하는 태양 아래에서 재배된 와인으로 가격에 비해 품질이 좋고 향이 강해 한국인들이 특히 좋아할 만한 맛이다. 어떤 이들은 18세부터 65세까지 마시는 와인으로 부르기도 한다.
- 1865년산(産)으로 헷갈릴 수 있는 와인

한 와인 수집가 집에 도둑이 들어 와인 한 병을 도둑 맞았다고 한다. 1865를 빈티지로 안 도둑은 빈티지가 오래될수록 좋은 와인이라는 말을 어디서 듣곤 100만원 넘는 와인은 그냥 두고 1865 와인만 가져갔다고 한다. 거기다 한술 더 떠 인터넷 경매에 1865를 대단한 와인인양 팔려고 올렸다가 결국 덜미가 잡혔다.1865를 빈티지로 읽은 점, 오래된 와인이 제일 비싼 와인인 줄 알았던 무지 때문에 결국 잡히게 된 것이다. 어쨌든 와인 주인 입장에서는 1865덕분에 5대 크랑크뤼에 들어가는 샤토 라투르 같은 고급 와인을 구할 수 있었으니 1865가 효자와인이었던 셈이다.